# Macrothemis proterva
Macrothemis proterva är en trollsländeart som beskrevs av Belle 1987. Macrothemis proterva ingår i släktet Macrothemis och familjen segeltrollsländor. Inga underarter finns listade i Catalogue of Life.